# Лукаш Горнічек
Лукаш Горнічек (чеськ. Lukáš Horníček, нар. 13 липня 2002, Висове Мито, Чехія) — чеський футболіст, воротар португальського клубу «Брага».

## Ігрова кар'єра

### Клубна
Лукаш Горнічек є вихованцем футбольної школи чеського клубу «Пардубіце», У 2019 році воротар перейшов до португальської «Браги», де перший час грав за молодіжну команду.
Перед сезоном 2021/22 Горнічек був внесений в заявку першої команди. Паралельно з цим продовжував грати за дублюючий склад. Дебютну гру в основі у чемпіонаті Португалії Горнічек провів 15 травня 2022 року в останньому турі чемпіонату проти «Фамалікан».

### Збірна
У 2019 році Лукаш Горнічек брав участь у юнацькому чемпіонаті Європи (U-17). З 2023 року футболіст є гравцем молодіжної збірної Чехії.

## Титули
Брага
 Переможець Кубка Португалії: 2020/21
 Переможець Кубка португальської ліги: 2023/24